# البرلمان الأمريكي اللاتيني
البرلمان الأمريكي اللاتيني (بارلاتينو) هو منظمة إقليمية دائمة تتألف من بلدان أمريكا اللاتينية ومنطقة البحر الكاريبي. وهي جمعية استشارية مماثلة للبرلمان الأوروبي المبكر. تعتبر المؤسسة حاليًا الهيئة التشريعية لجماعة دول أمريكا اللاتينية ومنطقة البحر الكاريبي.

الدول الأعضاء في برلمان أمريكا اللاتينية

## روابط خارجية
- Latin American Parliament، مؤرشف من الأصل في 2019-06-25 official site in Portuguese and Spanish